# Герб Монтсеррату

Герб Монтсеррату

Герб Монтсеррату затверджений урядом у 1909 році.
Складається зі щита, на якому зображена жінка в зеленому, героїня ірландського епосу Ерін, жіноча персоніфікація Ірландії. Вона тримає золоту арфу, символ Ірландії, котра також присутня на гербі Ірландії, обіймає хрест, символ християнства.
Герб віддає данину ірландському походженню перших поселенців, засланих на острів Олівером Кромвелем в XVII столітті.